# Tegalurung (Balongan)
Tegalurung is een bestuurslaag in het regentschap Indramayu van de provincie West-Java, Indonesië. Tegalurung telt 4139 inwoners (volkstelling 2010).